# خلل التوتر المستجيب للدوبامين
خلل التوتر المستجيب للدوبامين (دي آر دي)، ويُعرف أيضًا باسم متلازمة سيغاوا (إس إس)، هو اضطراب حركة وراثي يظهر عادةً خلال الطفولة المبكرة في حوالي العام 5-8 من العمر (سن البدء متغير).
تشمل الأعراض المميزة زيادة توتر العضلات (خلل التوتر، مثل حنف القدم) والصفات الباركنسونية، والتي تكون غالبًا غائبة في الصباح أو بعد الراحة ولكنها تتفاقم خلال النهار مع بذل الجهد. غالبًا ما يُشخص الأطفال المصابون بخلل التوتر المستجيب للدوبامين بالخطأ على أنهم مصابون بالشلل الدماغي. يستجيب الاضطراب جيدًا للعلاج بليفودوبا.

## العلامات والأعراض
يبدأ المرض عادةً في أحد الأطراف، في ساق واحدة نموذجيًا. يؤدي خلل التوتر المترقي إلى حنف القدم والمشي على رؤوس الأصابع. قد تنتشر الأعراض إلى الأطراف الأربعة في سن 18 عامًا، وبعد ذلك يتباطأ تقدم المرض وتصل الأعراض في النهاية إلى مرحلة الاستقرار. قد يحدث تراجع في معالم التطور (المهارات الحركية والعقلية على حد سواء) وفشل في النمو في غياب العلاج.
بالإضافة إلى ذلك، يتميز خلل التوتر المستجيب للدوبامين عادةً بعلامات باركنسون والتي قد تكون خفية نسبيًا. قد تشمل هذه العلامات بطء الحركة، والرعاش، والصلابة ومقاومة الحركة (التخشب)، وصعوبات التوازن، وعدم استقرار الوضعة. يعاني ما يقارب 25 في المئة أيضًا من استجابات انعكاسية شاذة مبالغ فيها (فرط المنعكسات) خاصة في الساقين. قد تؤدي هذه الأعراض إلى مظهر شبيه بداء باركنسون.
يشعر العديد من المرضى بتحسن مع النوم، وتكون الأعراض غائبة نسبيًا في الصباح، وتتطور أعراض حادة متزايدة مع مرور اليوم (أي التقلبات اليومية). بناءً على ذلك، يُشار إلى هذا الاضطراب أحيانًا باسم «خلل التوتر الوراثي المترقي مع تقلبات يومية». مع ذلك، لا تظهر التقلبات اليومية لدى بعض الأشخاص المصابين بخلل التوتر المستجيب للدوبامين، ما يدفع العديد من الباحثين إلى تفضيل مصطلحات المرض الأخرى.
أعراض أخرى – الأحذية
- اهتراء شديد عند أصابع القدم، وبدرجة أقل في الكعبين، وبالتالي تبديل الأحذية كل فصل جامعي.

أعراض أخرى – خط اليد
- خط يد شبه عادي في سن الحضانة أو الطفولة (3-5 سنوات).
- خط يد رديء في سن ما قبل المراهقة (8-11 سنوات).
- خط يد رديء جدًا (أسوأ) خلال المراهقة (الشهادة العامة للتعليم الثانوي/امتحانات المرحلة المتقدمة العامة).
- خط يد سيئ (يزداد سوءًا) خلال فترة ما بعد المراهقة (الامتحانات الجامعية).
- خط يد سيئ جدًا (يستمر في التفاقم) خلال سنوات الرشد (امتحانات ما بعد التخرج).
- نمط متفاقم من خط اليد المرتبك أفضل ما يُلاحظ من قبل معلمي المدرسة خلال التقارير الفصلية.
- يبدي الطفل المصاب تعابير وجه طفولية غير سعيدة (اكتئاب محتمل).[3]